# William Devane
William Joseph Devane, född 5 september 1939 i Albany, New York, är en amerikansk skådespelare.
William Devane har spelat i många filmer såväl som TV-serier. Vad gäller TV-serier har han bland annat i tio års tid spelat "Gregory Sumner" i TV-serien Knots Landing. I TV-serien 24 spelade han försvarsminister James Heller i seriens fjärde säsong.
När det kommer till filmer har han en av huvudrollerna i Alfred Hitchcocks film Arvet (1976).

## Filmografi
- 1971 – McCabe & Mrs Miller
- 1971 – La Mortadella
- 1973 – Lockfågeln
- 1974 – 13 dagar som skakade värden
- 1975 – Lagen i egna händer
- 1976 – Arvet
- 1976 – Maratonmannen
- 1977 – Katastroflarm
- 1977 – Björnligan slår till igen
- 1977 – Rolling Thunder
- 1979 – Yanks
- 1979 – The Dark
- 1979 – From Here to Eternity (TV-serie)
- 1981 – Honky Tonk Freeway - eller vart tog vägen vägen
- 1983–1993 – Knots Landing (TV-serie) (269 avsnitt)
- 1983 – Testamentet
- 1983 – Levande begravd
- 1984 – Justice
- 1984 – Hadley sticker upp
- 1987 – Time Stalkers
- 1990 – Mord i parken
- 1990 – Chips - krigshunden
- 1990 – Avlyssnaren
- 1990 – Den kritiska punkten
- 1991 – A Woman Named Jackie
- 1991 – För sin skönhets skull
- 1992 – Presidentens son
- 1992 – Besatt av begär
- 1993 – Rubdown
- 1993 – Dödsängeln
- 1994 – For the Love of Nancy
- 1994 – Hollywood Madam
- 1995 – Night Watch
- 1995 – Virus
- 1995 – Alistair Maclean's Red Alert
- 1995 – Freefall: Flight 174
- 1996 – Glömda synder
- 1996 – Farlig förföljelse
- 1997 – Doomsday Rock
- 1997 – Knots Landing: Back to the Cul-De-Sac
- 1999 – Payback
- 2000 – Tidsjakten
- 2000 – Hollow Man
- 2000 – Space Cowboys
- 2000 – Miracle on the Mountain
- 2000 – Poor White Trash
- 2001 – Race to Space
- 2002 – Arkiv X (TV-serie) (1 avsnitt)
- 2002 – The Badge
- 2003 – A Christmas Visitor
- 2003 – Monte Walsh
- 2003 – Vita huset (TV-serie) (2 avsnitt)
- 2004 – Deceit
- 2004 – Stargate SG-1 (TV-serie) (3 avsnitt)
- 2005–2007 – 24 (TV-serie) (20 avsnitt)
- 2008 – Stargate: Continuum
- 2010 – NCIS (TV-serie) (1 avsnitt)
- 2012 – Revenge (TV-serie) (2 avsnitt)
- 2012 – The Dark Knight Rises
- 2014 – Interstellar
- 2015 – Truth (telefonröst)